# 1944年7月6日月食
1944年7月6日月食为一次在协调世界时1944年7月6日出現的半影月食。該次月食半影食分為0.558、全影食分為-0.434。

## 概述
這次月食的食分是19.01。

## 基本參數
- 類型：半影月食
- 食甚資料：
  - 日期：1944年7月6日
  - 時間：4:40
  - 月球位置：赤經19.01度、赤緯-21.5度
  - 食分：半影食分：0.558、全影食分：-0.434

## 外部連結
- NASA月食專頁（页面存档备份，存于）（英文）